# Geelbrauwfoditany
De geelbrauwfoditany (Crossleyia xanthophrys) is een zangvogel uit de familie Bernieridae.

## Verspreiding en leefgebied
Deze soort is endemisch in het oostelijke deel van Centraal-Madagaskar.

## Status
De grootte van de populatie is niet gekwantificeerd maar de soort wordt omschreven als algemeen. Op de Rode lijst van de IUCN heeft deze soort de status niet bedreigd.